# Дорухув (гмина)
Дорухув (пол. Doruchów) — сельская гмина (волость) в Польше, входит как административная единица в Остшешувский повет, Великопольское воеводство. Население — 5116 человек (на 2004 год).

## Сельские округа
1. Дорухув
2. Годзентовы
3. Плюгавице
4. Пшиточница
5. Скарыдзев
6. Токажев
7. Тоженец

## Соседние гмины
1. Гмина Галевице
2. Гмина Грабув-над-Проснон
3. Гмина Кемпно
4. Гмина Остшешув
5. Гмина Верушув